# Pedro de Lencastre, Governador da Índia
Dom Pedro de Lencastre (cerca de 1625 - Bahia, 1664) foi um militar português, participou dos 4.º e 5.º Conselhos de Governo Interino da Índia Portuguesa.
Era filho de Lourenço de Lencastre, comendador de Coruche com sua esposa, Inês de Noronha. Era cunhado de Gregório Taumaturgo de Castelo Branco. Foi capitão de cavalos no exército da província de Alentejo, capitão-mor da Armada, sendo que em 1657 partiu para a Índia com o seu tio, António Teles de Meneses, conde de Vila Pouca de Aguiar, então nomeado vice-rei.
Fez parte do 4.º Conselho de Governo Interino da Índia Portuguesa, em 1661 e do 5.º Conselho de Governo Interino, entre 1661 e 1662. No retorno ao reino, faleceu no caminho, na Bahia, em 1664. Um mês antes do retorno, tinha se casado com sua prima, Margarida de Távora, filha de Fernão Teles de Meneses, 1.º Conde de Unhão.